# Pečenice
Pečenice – wieś (obec) na Słowacji położona w kraju nitrzańskim, w powiecie Levice. Pierwsze wzmianki o miejscowości pochodzą z roku 1135. 
Według danych z dnia 31 grudnia 2012, wieś zamieszkiwało 118 osób, w tym 58 kobiet i 60 mężczyzn.
W 2001 roku pod względem narodowości i przynależności etnicznej 99,3% mieszkańców stanowili Słowacy, a 0,7% Czesi.
Ze względu na wyznawaną religię struktura mieszkańców kształtowała się w 2001 roku następująco:
- Katolicy rzymscy – 90,85%
- Ewangelicy – 1,41%
- Ateiści – 5,63%
- Nie podano – 2,11%